# Oliveto Citra
Oliveto Citra es una localidad y comune italiana de la provincia de Salerno, región de Campania, con 3.965 habitantes.

## Evolución demográfica
| Gráfica de evolución demográfica de Oliveto Citra entre 1861 y 2001 |
|                                                                     |
| Fuente ISTAT - elaboración gráfica de Wikipedia                     |